# 소장부
《소장부》(小丈夫)는 2016년 방송되었던 중국의 드라마이다.

## 소개
- 젊은 남녀 사이의 사랑과 여러 감정들에 관한 이야기

## 등장 인물
- 위페이훙 - 야오란 역
- 양러 - 리우샤오베이 역
- 장멍 - 육소산 역
- 전우 (田雨) - 위안솨이 역
- 관샤오퉁 - 쑨티엔테엔 역
- 백재헌 (Tom Price) - 조지 역
- 장자건 (张子健) - 쑨지안 역
- 허제 (许娣) - 야오미에지안 역
- 한퉁성 - 육창산 역
- 유리리 (刘莉莉) - 육모 역